# Dům dětí a mládeže
Dům dětí a mládeže (DDM) je středisko volného času, které se řídí vyhláškou č. 74/2005 Sb. o zájmovém vzdělávání a zákonem č. 561/2004 Sb. o předškolním, základním, středním, vyšším odborném a jiném vzdělávání (školský zákon). Výchovně vzdělávací činnost v zájmovém vzdělávání uskutečňuje pravidelnou nebo příležitostnou zájmovou, výchovnou, rekreační nebo vzdělávací činností včetně možnosti přípravy na vyučování, táborovou činností a jí obdobnou činností, osvětovou činností, vytvářením podmínek pro rozvoj nadání dětí, žáků a studentů, nabídkou spontánních činností a vzdělávacími programy navazujícími na rámcové vzdělávací programy škol. Zřizovatelem domů dětí a mládeže může být obec, školský úřad, církve, soukromý nebo jiný subjekt.
S celkovou přeměnou kulturního a společenského života v Československu po roce 1948 začala KSČ budovat podle sovětského vzoru síť zařízení socialistické mimoškolní výchovy pro děti od 6 do 15 let. Velmi důležitou roli v oblasti mimoškolní výchovy hrála Pionýrská organizace ČSM (od r. 1970 PO SSM) a její domy pionýrů a mládeže, které od 60. let doplňovaly specializované pionýrské stanice (stanice mladých techniků, turistů a přírodovědců). Domy pionýrů a mládeže plnily představy a potřeby komunistického režimu. Jejich zřizovatelem se staly po roce 1970 národní výbory. V průběhu transformačního období v letech 1989-1990 přešly do vlastnictví obcí (popřípadě ministerstva), kdy také probíhalo jejich přejmenování podle vzoru z roku 1968 na „Dům dětí a mládeže“.

## Nejstarší historie
Spolkový boom, který nastal v rakouské monarchii po přijetí zákona č. 134 ze dne 15. 11. 1867 „O právu spolčovacím“ (ponechán až do r. 1951), přinesl nejen celou řadu českých a německých spolků hospodářských, tělovýchovných či turistických, kulturních, ale i spolků ku zvelebování školství (tzv. krejcarových školních spolků a školských zahrádek). Ve druhé polovině 19. století začaly v Evropě vedle škol vznikat i další instituce, které měly vliv na mimoškolní výchovu dětí a mládeže (1859 Společnost sv. Františka Saleského, 1844 YMCA, 1883 „Boys´ Brigade“, 1901 Wandervogel). V období tzv. průmyslové revoluce stoupal zájem o mimoškolní činnost sociálně slabé mládeže, kdy vznikaly první útulky pro sociálně slabé děti. Pod dohledem pedagogického pracovníka si zde děti vypracovávaly úkoly, rozvíjely se v tělovýchově, turistice, pracovní výchově, poznávaly přírodu a historii.
Organizace věnující se výhradně mládeži jsou záležitostí především dvacátého století. Vedle vyloženě mládežnických organizací existovala celá řada dalších, které si sice nevytkly práci s mládeží jako hlavní cíl, ale zakládaly vlastní dorostenecké oddíly (hlavně organizace tělovýchovné a sportovní). Dvacáté století přinášelo nejen nový vztah k výchově, ale také k přírodě. Volnočasové aktivity se staly součástí běžného života. V období první republiky působily na české straně: Junák–svaz skautů a skautek, Česká tábornická unie, Svazy křesťanské mládeže YMCA a YWCA, Liga lesní moudrosti (Woodcraft), Českomoravská rada Svazu klubů mládeže, JUVENA a další.
V německém prostředí to pak byly organizace „Sudetoněmecký Wandervogel“ (Sudetendeuscher Wandervogel), na vysokých školách se sdružující v tzv. svobodných hejnech (Freischar), sudetoněmecké nemarxistické spolky sdružené v „Sudetoněmeckém mládežnickém společenství“ (Sudetendeutsche Jugendgemeinschaft), německé skautské oddíly ve „Svazu sudetoněmeckých skautů“ (Verband sudetendeutscher Pfadfinder). Na práci s mladými německými katolickými intelektuály a mládeží se orientoval spolek Bildung des Sudetendeutschen Quickborn a Bildungs und Wanderbund christlich-deutscher Studenten „Staffelstein“. 
Mládežnické organizace hlásící se k mezinárodní „Komunistické internacionále mládeže (KIM)“, pod vedením komunistické strany, vytvářely oddíly „Rudých průkopníků“, „Skautů práce“ s německými variantami kolem časopisu „Vorwärts“. Členská základna byla přirozeně internacionální, takže oddíly navštěvovaly české i německé dělnické děti. Sovětská komunistická školská výchova a Komsomol rezonovaly v předválečných letech i mimo komunistické prostředí. Například ve školním roce 1936/37 se na toto téma objevil článek v pedagogické příloze Českého učitele:
Mimo to organisuje komunistická strana i školní mládež. Do 8 let jsou to okťabrata, od 8 do 14 let pionýři, od 14 let komsomolci. Organisovaná mládež - to jsou strážci Leninova odkazu. Mládež má své domy, útulky, kluby a zúčastňuje se všech politických projevů. U příležitosti XXII. mezinárodního dne mládeže pochodovaly děti v průvodu, nesly transparenty, plakáty, obrazy, prapory, volaly politická hesla atd.
Školské reformy, pedagogická příloha Českého učitele 1936/37
Po Mnichovu se území Československa rozbilo na sudetská území přidělená k Třetí říši a území druhé republiky (potažmo Protektorátu Čechy a Moravy). Německé spolky na odtrženém území byly zglajchšaltovány do organizace Hitlerjugend krátce po připojení k říši, ostatní na československém území po prohlášení Protektorátu. Svaz Junáků – skautů a skautek RČS byl z rozkazu Karla Hermanna Franka z 28. října 1940 zrušen. Všechny ostatní protektorátní spolky pro mimoškolní výchovu mládeže si měly v roce 1942 zažádat ústředí Kuratoria pro výchovu mládeže v Čechách a na Moravě (KVMČM) o povolení k další činnosti pod hlavičkou Kuratoria. Spolky, které nehodlaly spolupracovat měly do 1. listopadu 1942 svoji činnost ukončit (lhůta nakonec posunuta na termín 1. dubna 1943).

## Domy pionýrů a mládeže
Všechny mládežnické organizace disponovaly před druhou světovou válkou nejen silnou členskou základnou, ale také movitým majetkem (spolkovými místnosti, klubovnami, turistickými chatami a mládežnickými ubytovnami, atd.) Dekretem prezidenta republiky č. 81/1945 Sb. z 25. září 1945 o některých opatřeních v oboru spolkovém byly spolky německé a maďarské, jakož i spolky, kterých se týkalo ustanovení § 5 dekretu presidenta republiky ze dne 19. května 1945, č. 5 Sb., byly rozpuštěny a jejich majetek konfiskován. Ostatní spolky, které byly rozpuštěny a jejichž program byl ve shodě se „současnou politickou organisací veřejného života“, mohly obnovit svoji činnost a uplatnit nárok na „vrácení těch částí majetku, jež přešly do rukou třetích osob“. Konfiskáty zůstaly do doby, než o nich bylo rozhodnuto, pod národní správou. S myšlenkou masové pionýrské organizace a pionýrských domů přišli komunisté záhy po únoru 1948.
Potřebujeme široké masové hnutí dětské mládeže, pionýrské hnutí, které bude naplněno radostí z úspěšného budování vaší nové společnosti. Potřebujeme hnutí, ze kterého nám vyrostou budoucí konstruktéři, mechanici, stavitelé, letci, strojvůdci, automobilisté, traktoristé, lodníci, vojáci — prostě lidé socialistické epochy. Naše města i náš venkov staví kulturní domy. Otcové a matky, myslete nejen na sebe, pamatujte i na své děti a zřiďte pro ně domy pionýrů, zapojte do práce na jejich výchově nejlepší kádry našich učitelů, inženýrů, učňů, mechaniků atd.
Tvorba, list pro kritiku a umění, 25.08.1948, č. 34, s. 679

### Období 1949–1968
Školský zákon č. 95/1948 Sb. o základní úpravě jednotného školství v § 67 stanovil, že domovy a družiny mládeže zřizuje stát, přičemž domovy a družiny mládeže označil za zařízení výchovná a sociální. Škola měla žáky všestranně vzdělávat a vychovávat v socialistickém duchu. O součinnosti s jinými institucemi zákon nehovořil (až SRPŠ). První „Dům pionýrů“ byl zřízen v roce 1949 v Brně. Postupně vznikaly domy pionýrů v každém krajském a okresním městě (např. ve Znojmě v r. 1950). Okresní domy pionýrů (ODP) se zpočátku potýkaly s nedostatkem pionýrských vedoucích a nedostatkem materiálu pro zájmovou činnost. V roce 1951 zorganizoval Svaz československo-sovětského přátelství společně s ministerstvem školství a PO ČSM pod záštitou Ústředního výboru KSČ poprvé celostátní akci s příjezdem Dědy Mráze do Československé socialistické republiky. Děda Mráz zajížděl i do Domů pionýrů.
Škola nemohla ovlivnit výchovu mimo vyučování, proto se komunisté snažili o to, aby vedoucí úlohu při mimoškolní výchově vykonávala škola ve spolupráci se svazáckou a pionýrskou organizací. S ideovými cíli mimoškolní výchovy souvisela také její materiální podpora (zaměstnanost matek). Zákon č. 31/1953 Sb. o školské soustavě a vzdělávání učitelů v § 14 už označil pionýrské domy (PD) za mimoškolní výchovná zařízení, sloužící k doplnění školní výchovy v zájmu zdravotní a sociální péče o školní mládež. V důvodové zprávě se pak dodávalo, že ČSM vybudoval na školách své pionýrské a školské organizace, které jsou při výchově nového socialistického pokolení důležitým pomocníkem učitelů. Jejich zřizovatelem byla školská správa ve spolupráci s Československým svazem mládeže.
V 50. a 60. letech se staly domy pionýrů a mládeže (DPM) univerzálním zařízením pro organizované mimoškolní aktivity. Masovou zájmovou činnost s dětmi a mládeží uskutečňovaly i v době školních prázdnin. V 60. letech obdržely také úlohu metodického střediska PO ČSM. Metody a očekávané dovednosti pionýrů stanovil ve druhé polovině 50. let výchovný systém nazvaný „Co má znát a umět pionýr“. Podle sovětského vzoru se kladl důraz na polytechnickou výchovu a tvořivé soutěže. Počátkem 60. let vzrostla propagace tělesné výchovy, sportovní činnosti a turistiky. V polovině 60. let byl dosavadní výchovný program nahrazen „Pionýrskými plameny“ a „Pionýrskými cestami“.

### Paláce pionýrů podle sovětského vzoru
S nástupem Antonína Zápotockého do prezidentské funkce byly v roce 1953 otevřeny „Dům pionýrů Julia Fučíka“ v Praze (Gröbova vila) a „Dům pionýrů Klementa Gottwalda“ v Bratislavě (Grasalkovičův palác). Od roku 1958 nesly názvy Dům pionýrů a mládeže Julia Fučíka a Dům pionýrů a mládeže Klementa Gottwalda, po založení PO SSM Ústřední dům pionýrů a mládeže Julia Fučíka a Ústřední dům pionýrů a mládeže Klementa Gottwalda. Ústřední domy pionýrů a mládeže byly řízeny přímo ministerstvem školství. Na začátku šedesátých let 20. století započala na Pražském hradě stavební úprava Starého purkrabství a vedlejšího Lobkovického domu podle projektu Josefa Hlavatého v nový areál – „Dům československých dětí“. V interiéru se nacházely klubovny, sály a místnosti pro zájmové kroužky. Slavnostní otevření proběhlo 5. října roku 1963. Areál byl předán do užívání Pionýrské organizaci a v majetku PO SSM zůstal až do roku 1990.

### Období 1968–1969
Již od počátku roku 1968 docházelo v pionýrské organizaci ke změnám. Ústřední rada Pionýrské organizace vyhlásila pionýrskou organizaci za plně autonomní, oddělila ji od ústředí ČSM a usnesla se přijímat za členy také občany starší 15 let. Na první národní konferenci v Seči v červnu 1968 byla ustavena česká národní organizace Pionýr, zvoleny její vedoucí orgány, schválen program a stanovy Pionýra. Obdobně se tak dělo na Slovensku. Na celostátní konferenci pionýrských pracovníků v listopadu 1968 bylo ustaveno „Sdružení pionýrů ČSSR“. V březnu 1968 obnovila svou činnost také organizace Junák, přičemž se ustavila i další dětská organizace „Svaz junáků-zálesáků“. V Československu tak existovaly tři organizace, které na rozdíl od PO ČSM byly skutečně mimoškolní. Domy pionýrů a mládeže obdržely nový název Domy dětí a mládeže. Žádná z těchto organizací neusilovala o to, aby byla druhým nadřazena.

### Období 1970–1992
Domy dětí a mládeže se vrátily ke svému předchozímu názvu Domy pionýrů a mládeže. Jejich základním úkolem byla pomoc v rozvoji Pionýrské organizace, vyvíjení přímé výchovné činnosti se všemi dětmi a mládeží do 19 let. Okresní rady Pionýra a Junáka ukončily svoji činnost a integrovaly se do PO SSM. Domy pionýrů a mládeže zřizovaly národní výbory, které po dohodě se Socialistickým svazem mládeže stanovily ideovou a obsahovou náplň jejich činnosti. Vzdělávání pracovníků DPM organizoval a metodicky řídil Institut PO SSM v Seči (od roku 1983 Ústřední politická škola SSM). Místní a městské DPM nabízely ze zákona oddělení: společenských věd, přírodních věd, techniky, estetické výchovy, tělovýchovy, branné výchovy a turistiky. Krajské a okresních DPM musely nabízet oddělení:
- metodické
- školu pro výchovu pionýrských pracovníků
- společenských věd
- přírodních věd (všeobecné biologie, zoologie a chovatelství, botaniky a pěstitelství, práce s neživými přírodninami, chemie, matematicko-fyzikální)
- techniky (mladých techniků, radiotechniky, elektrotechniky, kybernetiky, modelářské, dopravní výchovy a motorismu, foto a filmu)
- estetické výchovy
- tělovýchovy a sportu
- branné výchovy a turistiky (pěší turistiky, vodní turistiky, cykloturistiky a mototuristiky, lyžařské a horské turistiky, branné výchovy)
- hospodářské[24]

### Ukázka pracovní náplně v období normalizace
| Rok     | Ze zápisů v kronice ODPM ve Znojmě |
| ------- | --- |
| 1972/73 | Aktivní účast na upevňování a rozvíjení činnosti PO SSM v okrese, zájmová činnost dětí a mládeže, ideově-politická motivace k 25. výročí Února, 55. výročí VŘSR a 50. výročí vzniku SSSR, X. světový festival mládeže a studentstva v Berlíně, příprava na 25. výročí vzniku PO v ČSSR, akce Soutěž o výživě, o prázdninách tábory, putovní trasy, celookresní expedice Signál P 25, při OPDM zřízena Okresní škola pionýrských pracovníků pro přípravu instruktorů. |
| 1973/74 | Aktivní účast na upevňování a rozvíjení činnosti PO SSM v okrese a zájmová činnost dětí a mládeže se řídí směrnicemi ministerstva školství pro činnost ODPM a plánem činností okresní PO SSM, ideově-politická motivace k 25. výročí vzniku PO SSM, 30. výročí SNP, 30. výročí osvobození Československa RA, výstavy, zájezdy do divadel v Brně, soutěž o zdravé výživě, zábavná soutěžní odpoledne, putování, školení, semináře, soutěž v recitaci aj, týden pionýrů, Slavnostní rozšířené plenární zasedání, Okresní turnaj v odbíjené. |
| 1974/75 | Aktivní účast na upevňování a rozvíjení činnosti PO SSM v okrese a zájmová činnost dětí a mládeže (směrnice, plán činnosti), ideově-politická motivace k 30. výročí osvobození Československa RA, hlavní úkoly: ODPM příprava pionýrských vedoucích a pionýrského aktivu, organizace celookresní pionýrské Expedice – 30, oslavy 30. výročí osvobození RA, metodická a organizátorská pomoc pionýrským skupinám v okrese, organizování všestranné zájmové činnosti a soutěží, letní činnost; exkurze do Prahy (k výročí osvobození), okresní kolo v malé kopané, hrátky pro děti 8. ‒ 9. tříd, hra Signál Přátelství, okresní kola ve stolním tenise, šachu, ledním hokeji, leteckých modelářů, různé olympiády a soutěže. |

## Transformace 1989–1990
Dne 20. ledna 1990 se konala v Brně mimořádná konference pionýrských pracovníků, na které se rozešli s organizací SSM a ustanovili novou samostatnou organizaci Pionýr. Mimořádný sjezd SSM proběhl ve dnech 27. a 28. ledna 1990 v Praze. Sjezd rozhodl o zániku SSM s tím, že právním pokračovatelem se stává Svaz mladých (SM). Zestátnění a převzetí majetku SSM proběhlo podle zákona č. 497/1990 Sb., o navrácení majetku SSM lidu ČSFR, který nabyl účinnosti dnem 1. ledna 1991. Podle odst. 5, § 2 ústavního zákona č. 497/90 Sb. (ze dne 16. 11. 1990) se navrácení věcí, peněžitých prostředků a majetkových práv nevztahovalo na organizaci Pionýr. Pionýr jako dětská složka SSM domy pionýrů a mládeže nevlastnil, jejich zřizovatelem byly národní výbory. Patřily městům (státu), tábory většinou podnikům či odborům. Na některé objekty se vztahovaly restituce. V roce 1990 probíhalo přejmenování domů pionýrů na „Domy dětí a mládeže“.
Zákon se snažil řešit problematiku majetku bývalého Socialistického svazu mládeže, což byla nejpodstatnější část z celkového objemu
majetku, který byl do roku 1990 (v původní Československé socialistické republice) využíván pro práci s dětmi a mládeží. Vedle toho existovala – a pochopitelně mimo zůstala zařízení ROH, např. tzv. pionýrské tábory ROH, nebo Domy pionýrů a mládeže, které byly vždy zařízeními zřizovanými obcemi či ministerstvem, tedy bez majetkové vazby na tehdejší jednotnou dětskou a mládežnickou organizaci.
Archa, 10/2001

## Domy dětí a mládeže
Volný čas dětí a mládeže plní po roce 1989 funkci relaxační, regenerační, kompenzační, sociálně preventivní a výchovnou. Ze školských zařízení, zabývajících se volným časem dětí a mládeže, zaujímají největší objem střediska pro volný čas. Podle Ministerstva školství, mládeže a tělovýchovy působilo v České republice „v roce 1997 294 Domů dětí a mládeže, v jejich 15 475 pravidelně pracujících zájmových útvarech bylo zapojeno více než 215 tisíc a v dalších aktivitách pak více než 2, 3 miliony dětí a mladých lidí“.
Dům dětí a mládeže je střediskem volného času, které uskutečňuje činnost ve více zájmových oblastech. Zájmové vzdělávání se v DDM děje formami, které stanoví vyhláška č. 74/2005 Sb. o zájmovém vzdělávání:
- příležitostnou výchovnou, vzdělávací, zájmovou a tematickou rekreační činností nespojenou s pobytem mimo místo, kde právnická osoba vykonává činnost školského zařízení pro zájmové vzdělávání
- pravidelnou výchovnou, vzdělávací a zájmovou činností
- táborovou činností a další činností spojenou s pobytem mimo místo, kde právnická osoba vykonává činnost školského zařízení pro zájmové vzdělávání
- osvětovou činností včetně shromažďování a poskytování informací pro děti, žáky a studenty, popřípadě i další osoby, vedení k prevenci sociálně patologických jevů
- individuální prací, zejména vytvářením podmínek pro rozvoj nadání dětí, žáků a studentů nebo
- využitím otevřené nabídky spontánních činností

Domy dětí a mládeže se řídí zákonem č. 561/2005 Sb., o předškolním, základním, středním, vyšším odborném a jiném vzdělávání, ve znění pozdějších předpisů, a vyhláškou č. 74/2005 Sb., o zájmovém vzdělávání. Zřídit Dům dětí a mládeže (dále DDM) může školský úřad, obec, církev, soukromý nebo jiný subjekt.

### Sdružení pracovníků domů dětí a mládeže
Sdružení pracovníků domů dětí a mládeže v České republice je nezávislou nepolitickou profesní organizací, která podporuje činnost středisek volného času a domů dětí a mládeže. Jejími partnery jsou:
- Národní institut dětí a mládeže
- Ministerstvo školství mládeže a tělovýchovy
- European Association for Leisure Time Institutions of Children and Youth (EAICY)
- Česká rada dětí a mládeže
- Kraje České republiky[30]

## Vyhlášky a směrnice
- Výnos Příspěvek na úhradu materiálu v zájmových kroužcích domů a stanic pionýrů a mládeže ze dne 30. srpna 1958, čj. 39 058/58-I/3, Věstník MŠK 1958, str. 283, registrovaný pod poř. č. 121/P-1958 ve Sbírce směrnic pro národní výbory.
- Pokyn ministerstva školství ČSR k úpravě funkce, řízení a činnosti domů pionýrů a mládeže ze dne 28. července 1970, čj. 23 052/70-201, Věstník MŠ a MK 1970, str. 78.
- Směrnice Ministerstva školství České socialistické republiky čj. 15 870/75-201 ze dne 28. května 1975 pro organizaci a činnost domů pionýrů a mládeže a stanic mladých techniků, přírodovědců a turistů, vydané po dohodě s Českým ústředním výborem Socialistického svazu mládeže a s Českou ústřední radou Pionýrské organizace Socialistického svazu mládeže podle § 31 odst. 2 zákona č. 186/1960 Sb., o soustavě výchovy a vzdělávání (školský zákon).
- Vyhláška ministerstva školství České socialistické republiky č. 91/1979 Sb. ze dne 26. července 1979 o organizaci a výchovně vzdělávací činnosti domů pionýrů a mládeže, stanic mladých techniků, stanic mladých přírodovědců a stanic mladých turistů.[31]
- Vyhláška Ministerstva školství, mládeže a tělovýchovy České republiky č. 432/1992 Sb. ze dne 31. července 1992 o střediscích pro volný čas dětí a mládeže.[32]
- Vyhláška Ministerstva školství, mládeže a tělovýchovy České republiky č. 74/2005 Sb. ze dne 9. února 2005 o zájmovém vzdělávání[33]